# Silvio Germann

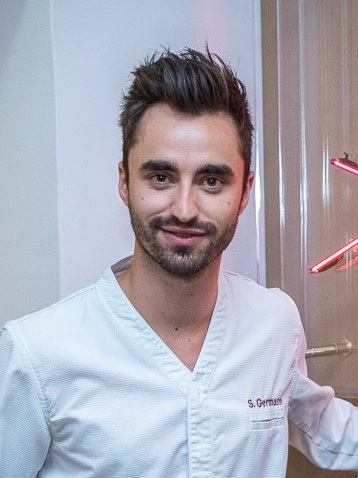
Silvio Germann (2017)

Silvio Germann (* 1989 in Grosswangen) ist ein Schweizer Koch.

## Werdegang
Nach der Ausbildung ab 2005 in Sempach ging Germann 2008 zum Gasthaus zum Mostkrug und 2009 zum Restaurant Epoca Flims (17 Gault-Millau-Punkte).
2012 wechselte er zum Restaurant Schloss Schauenstein zu Andreas Caminada in Fürstenau (drei Michelinsterne).
Von 2014 bis 2015 schickte ihn Andreas Caminada nach Brasilien, Spanien, Österreich und Schweden, um sich für die Idee eines neuen Sharing-Dishes-Konzeptes vorzubereiten.
2015 wurde er Küchenchef im Igniv (rätoromanisch für „Nest“) des Patrons Andreas Caminada im Grand Resort Bad Ragaz, das 2016 mit einem Michelinstern und 2020 mit zwei Michelinsternen ausgezeichnet wurde. Das Sharing-Erlebnis bestand aus rund 20 Einzelgerichten in vier Gängen; mit Surprise-Komponenten können es bis zu 27 verschiedene Gerichte werden. Die Gerichte werden in Schalen, auf Platten und in Schüsseln serviert und sollen von den Gästen geteilt werden.
Im Oktober 2022 übernahm Silvo Germann das Restaurant Mammertsberg in Freidorf.
2024 ist er Gastjuror in der 3. Staffel von MasterChef Schweiz.

## Auszeichnungen
- 2016: Ein Michelinstern für das Restaurant Igniv in Bad Ragaz
- 2020: Zwei Michelinsterne für das Restaurant Igniv in Bad Ragaz
- 2024: Schweizer Koch des Jahres[8]